# Casa Targaryen
És una família nobiliària i fictícia que apareix en la sèrie televisiva i literària Joc de trons (Game of Thrones). És l'Antiga Dinastia de Ponent i té moltes cases enemigues. Els seus assentaments eren la Fortalesa Roja, Rocadrac i el castell de refugi Estival. L'estendard dels Targaryen és un drac de tres caps, negre en un camp vermell, els tres caps del qual representen Aegon i les seves germanes. El lema dels Targaryen és "Foc i sang".

## Història i Procedència
Els Targaryen són de la sang del drac, descendents de l'alta noblesa de l'antic Feu Franc de Valyria. aquesta herència es fa palesa en una bellesa colpidora (alguns diuen que inhumana), amb ulls de color lila, anyil o violeta i cabells d'or argentat o blancs com el platí.
Els avantpassats d'Aegon el Drac van fugir de la Maledicció de Valyria, i el caos i les matances posteriors per establir-se a Rocadrac, una illa rocosa al Mar Estret. Des d'allà, Aegon i les seves germanes, Rhaenys i Visenya, van salpar per conquerir els Set Regnes. Per preservar la sang reial i conservar-ne la puresa, sovint la Casa Targaryen ha seguit el costum valyrià dels casaments entre germans. Aegon mateix es va casar amb les seves dues germanes i, va tenir fills amb totes dues.

## Rocadrac
Rocadrac és la fortalesa de l'Illa de Rocadrac. Va ser la fortalesa ancestral de la Casa Targaryen fins a la Guerra de l'Usurpador, quan el rei Robert I la hi va concedir al seu germà Stannis Baratheon.

### Característiques
Potser en preparació per al seu eventual encreuament del Mar Estret, el Feu Franc de Valyria, va establir el seu lloc d'avançada més occidental a l'illa que arribaria a ser coneguda com a Rocadrac uns dos-cents anys abans de la Maledicció. Cap rei es va oposar tot i que els senyors de la mar Estret van fer alguns esforços per resistir-`se. Tot i això, la força de Valyria era massa gran i van ocupar l'illa. La fortalesa va ser construïda al peu del volcà Puigdrac amb les arts de l'Antiga Valyria. Es diu que els mags de Valyria no tallaven com vulgars paletes, sinó que treballaven la pedra amb foc i màgia igual que faria un terrissaire amb l'argila. De fet, les edificacions adopten formes fantàstiques de dracs ajupits a punt d'emprendre el vol i en lloc de merlets, els murs estan coronats amb milers de gàrgoles que representen éssers fantàstics: aixetes, dimonis, minotaures, basiliscs, gossos infernals, dracs alats, dracs amb cap d'au, etc. Altres dracs més petits emmarquen les portes, les torxes es subjecten amb urpes de drac, grans ales de pedra envolten la ferreria i l'armeria, les cues formen arcs, ponts i escales exteriors.
Pel que fa a l'estructura de la fortalesa, té tres muralles que delimiten tres patis: una exterior, una d'intermitja i una altra interior, amb portes de ferro negre. S'hi troben diverses torres, unides entre si per ponts de pedra elevats i galeries.
Entre les edificacions esmentades en els llibres trobem:
- la Torre del Drac Marí, a la muralla exterior, mirant cap al mar. En ella estan les estances del mestre i les gàbies. Té una escala circular.
- la Torre del Tambor de Pedra, al pati interior, els murs rugeixen i ressonen durant les tempestes. A la part més alta hi ha la Cambra de la Taula Pintada, una habitació rodona amb murs nus de pedra negra i quatre finestres altes, estretes i punxegudes, cadascuna en un punt cardinal. Al centre hi ha una immensa taula de fusta tallada per ordre d'Aegon I Targaryen en els dies anteriors a la conquesta.
- la Sala Principal, és un drac estès sobre el ventre i s'entra a través de la seva boca oberta.
- la Torre del Drac del Vent, que sembla rugir desafiant.
- les cuines són un drac enroscat sobre si mateix, el fum i el vapor dels forns surt per les fosses nasals.

A través de l'Arc de la Cua de Drac s'arriba al Jardí d'Aegon, d'arbres alts i foscos, rosers silvestres i nabius.
El septe està en el lloc on Aegon el Conqueridor es va agenollar per resar la nit abans d'emprendre la conquesta dels Set Regnes. Les figures dels déus estan tallades en la fusta dels pals dels vaixells que van portar als Targaryen des Valyria.
Sota la fortalesa es troben les masmorres, on sempre fa calor a causa de la influència del volcà.

## La Dinastia Targaryen
Les dates que es mostren a continuació corresponen als anys posteriors al desembarcament d'Aegon.
- 1-37 Aegon I Aegon el Conqueridor, Aegon el Drac
- 37-42 Aenys I, fill d'Aegon i Rhaenys
- 42-48 Maegor I Maegor el Cruel, fill d'Aegon i Visenya
- 48-103 Jaehaerys I el Rei Vell, el Conciliador, fill d'Aenys
- 103-129 Viserys I, net de Jaehaerys
- 129-131 Aegon II, fill gran de Viserys

L'ascensió al tron d'Aegon II va ser disputada per la seva germana Rhaenyra, un any més gran. Ambdós van morir en la guerra entre els dos, que els trobadors van anomenar "la Dansa dels Dracs".
- 131-157 Aegon III el Flagell dels Dracs, fill de Rhaenyra

El darrer drac dels Targaryen va morir durant el regnat d'Aegon III.
- 157-161 Daeron I el Jove Drac, el Rei Noi, primogènit d'Aegon III

Daeron va conquerir Dorne, però no el va poder conservar, i va morir jove.
- 161-171 Baelor I l'Estimat, el Beat, septó i rei, segon fill d'Aegon III
- 171-172 Viserys II, quart fill d'Aegon III
- 172-184 Aegon IV l'Indigne, primogènit de Viserys

Els seu germà petit, el príncep Aemon el Cavaller Drac, va ser el campió i alguns diuen que també l'amant de la reina Naerys.
- 184-209 Daeron II, fill de la reina Naerys, i d'Aegon o Aemon

Daeron va incorporar Dorne al reialme en esposar la princesa Myriah de Dorne.
- 209-221 Aerys I, segon fill de Daeron II (no va tenir fills)
- 221-233 Maekar I, quart fill de Daeron II
- 233-259 Aegon V l'Improbable, quart fill de Maekar
- 259-262 Jaehaerys II, segon fil d'Agon l'Improbable
- 262-283 Aerys II el Rei Foll, únic fill de Jaehaerys.

Aquí es va acabar la nissaga dels reis drac, quan Aerys II va ser destronat i mort, com també el seu fill, el príncep Rhaegar Targaryen, mort per Robert Baratheon al Trident.

## Els Darrers Targaryen
Rei Aerys Targaryen, el segon d'aquest nom, mort per Jaime Lannister durant el Saqueig de Port Reial;
- La seva germana i esposa, la Reina Rhaella de la Casa Targaryen, morta en un part a Rocadrac.

Els seus fills:
- Príncep Rhaegar, hereu del Tron de Ferro, mort per Robert Baratheon al Trident. La seva esposa, la Princesa Elia de la Casa Martell[cal citació] i els seus fills, la Princesa Rhaenys i el Príncep Aegon van morir durant el Saqueig de Port Reial.
- Príncep Viserys,[cal citació] que es va fer anomenar Viserys, el tercer d'aquest nom, senyor dels Set Regnes, anomenat el rei pidolaire.
- Princesa Daenerys, anomenada Daenerys de la Tempesta.[3]